# Xanthorhoe neapolisata
Xanthorhoe neapolisata là một loài bướm đêm trong họ Geometridae.